# Charles Barbier de Meynard

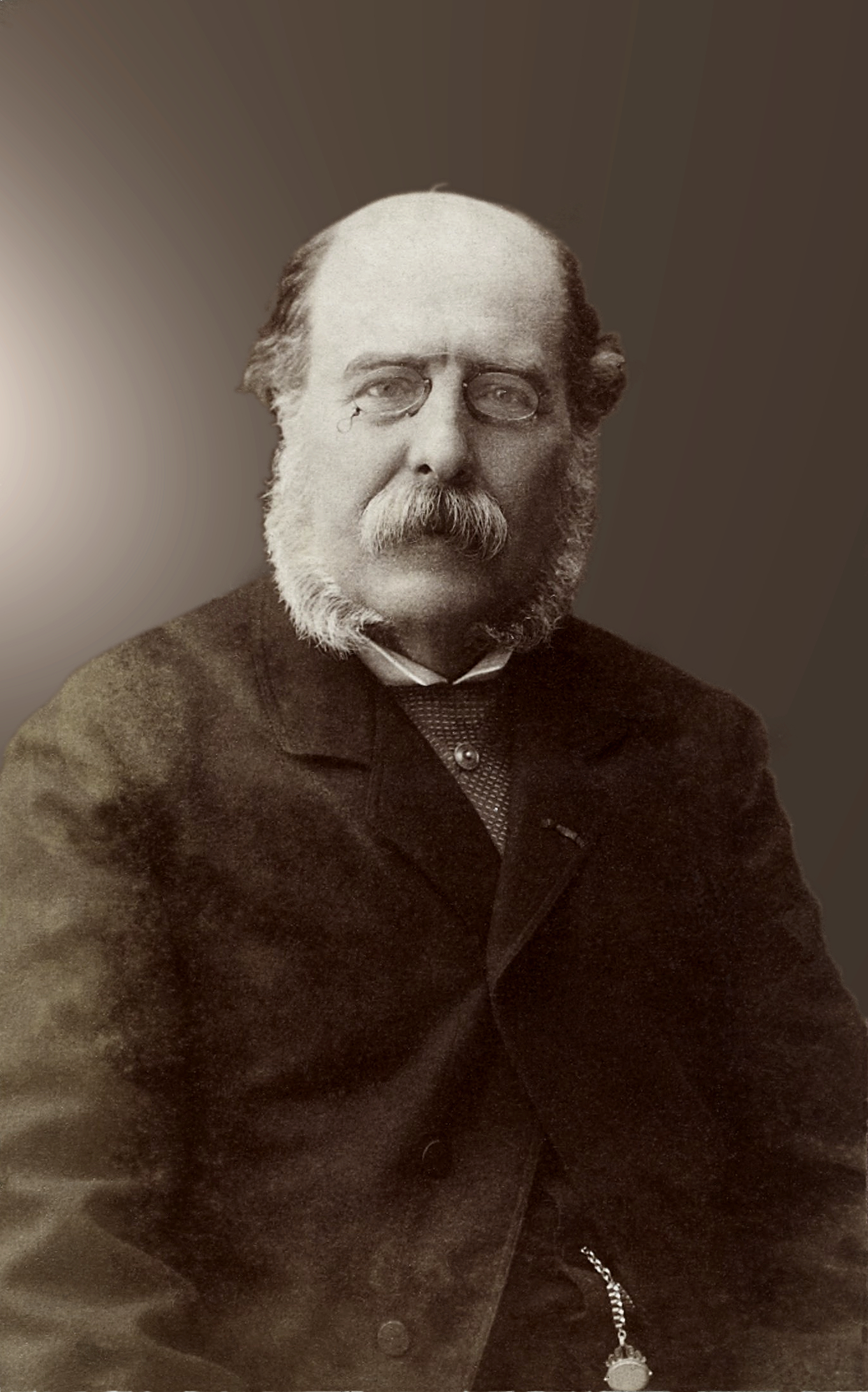
Charles Barbier de Meynard

Charles Adrien Casimir Barbier de Meynard (* 6. Februar 1826 auf einer Schifffahrt von Konstantinopel nach Marseille; † 31. März 1908 in Paris) war ein auf den Islam spezialisierter französischer Orientalist, Historiker und Übersetzer.

## Leben und Werk
Barbier de Meynard war Professor für Türkisch an der École des langues orientales vivantes ab 1863, für Persisch und Arabisch am Collège de France ab 1876, Präsident der Société asiatique ab 1892, und ab 1898 Direktor der École des langues orientales vivantes. 1878 wurde er Mitglied der Académie des inscriptions et belles-lettres und 1895 auswärtiges Mitglied der Königlich Niederländischen Akademie der Wissenschaften.
Seine Studien hatten die frühe Geschichte des Islam und das Kalifat zum Schwerpunkt. Unter seinen weiteren Werken befand sich die Fertigstellung von seines Lehrers Julius von Mohls Übersetzung von Firdausis Schahname, mit dem französischen Titel Livre des Rois. Dieses war die erste europäische Übersetzung des zentralen Werkes, die einem breiten Publikum zugänglich gemacht wurde.
De Meynard übersetzte auch zahlreiche Werke von Abū-'l-Ḥasan ʿAlī al-Masʿūdī (Les Prairies d’Or) und anderen Historikern aus der Kalifatsära. Er studierte die Geschichte des Zoroastrianismus, gab das Dictionnaire géographique de la Perse heraus und schrieb über die damals im Werden begriffene Bahai-Religion.

## Werke (Auswahl)
- Dictionnaire géographique, historique et littéraire de la Perse et des contrées adjacentes / Charles Adrien Casimir Barbier de Meynard. Paris 1861 / Frankfurt am Main : Institute for the History of Arabic-Islamic Science at the Johann Wolfgang Goethe Univ., 1994 (Band I: Ābaǧ – Sirkān; Band II: Sark – Yahūdīya)
- Les Prairies d’Or / Abu-'l-Ḥasan ʿAlī Ibn-al-Ḥusain al-Masʿūdī. 9 Vols. Paris: Imprimerie Impériale, 1861–1877 (Texte et traduction par Barbier de Meynard et Pavet de Courteille)
- "Le livre des routes et des provinces, par Ibn-Khordadbeh" [Text in Arabisch, Einführung in Französisch], in: Journal asiatique, ou recueil de mémoires, d'extraits et de notices relatifs à l'histoire, à la philosophie, aux langues et à la littérature des peuples orientaux. Sixième série. Tome V. No 17 Duprat, Paris 1865
- Kitāb Aṭwāq aḏ-ḏahab fī mawāʿiẓ wa-'l-ẖaṭab : allocutions morales / az-Zama_hšarī. – Paris: Imprimerie nationale, 1876
- La poésie en Perse. Leçon d'ouverture faite au Collège de France, le 4 décembre 1876. Paris, Ernest Leroux, 1877 (Bibliothèque orientale elzevirienne, XII)
- Dictionnaire turc-français : supplément aux dictionnaires publiés jusqu'à ce jour / Charles Adrien Casimir Barbier de Meynard. Paris : Leroux, 1881–1886, "Publications de l'École des langues orientales vivantes; 2ème série, 5" (Réimpression par Philo Press, 1971)
  - Les mots d'origine turque
  - Les mots arabes et persanes employés en Osmanli avec leur signification particulière
  - Un grand nombre de proverbes et de locutions populaires
  - Un vocabulaire géographique de l'Empire Ottoman. Second volume
- Trois comédies. Traduites du dialecte turc azeri en persan. Et publies d'après l'édition de Teheran ... par C. Barbier De Meynard et S. Guyard / Fat.h-ʿAlī Ā_hundzāda. – Paris: L'Impr. nationale, 1886

Werkverzeichnis
- Paul Girard: “Notice sur la vie et les travaux de Barbier de Meynard,” in Comptes rendus des séances de l'Académie des Inscriptions et Belles-Lettres, Paris, 1909.